# مركز إعلام حقوق الإنسان والديمقراطية (شمس)
مركز إعلام حقوق الإنسان والديمقراطية (شمس) هو مؤسسة أهلية فلسطينية مستقلة غير حكومية وغير ربحية، تأسست عام 2003 في مدينة رام الله، بمبادرة من مجموعة من الأكاديميين والتربويين والمحامين ونشطاء حقوق الإنسان. يؤمن المركز بمبدأ المساواة وعدم التمييز على أساس العرق أو الدين أو اللون أو الجنس بين أفراد المجتمع في الحقوق والواجبات، مع التركيز على التمييز الإيجابي لصالح الفئات المهمشة. 

## الرؤية والرسالة
تتمثل رؤية المركز في بناء مجتمع مدني ديمقراطي فلسطيني قائم على العدل والمساواة، واحترام سيادة القانون وحقوق الإنسان، مع إعطاء أولوية للفئات المهمشة في المجتمع.
أما الرسالة فتقوم على تعزيز ثقافة حقوق الإنسان والتسامح والحوار والديمقراطية وسيادة القانون، من خلال إنشاء برامج وعقد أنشطة تهدف إلى تعميق الوعي وتقوية الشعور بالمسؤولية الجماعية، ونشر المعرفة العلمية حول حقوق الإنسان والديمقراطية، العمل التطوعي وسيادة القانون، والحوار.

## فلسفة المركز
تركز فلسفة مركز إعلام حقوق الإنسان والديمقراطية شمس على مبدأ الشراكة والتعاون مع مؤسسات القطاع الأهلي، بما يعزز من العمل المشترك لتحقيق الأهداف المشتركة. يركز المركز على دعم وحماية حقوق الإنسان، سواء كانت حقوقًا فردية أو جماعية، استنادًا إلى المواثيق الدولية والإقلامية والوطنية ذات الصلة. يسعى المركز إلى كسر ثقافة الصمت والخوف وتشجيع المشاركة الأهلية الفاعلة للنهوض بالإنسان وحمايته والدفاع عن حقوقه. 

## الأهداف
يسعى المركز إلى الكثير من الأهداف منها: 
- تفعيل وسائل الإعلام في تسليط الضوء على القضايا المجتمعية وتعزيز الوعي العام بها.
- تمكين الشباب وتعزيز مشاركتهم الفاعلة من خلال دعم العمل التطوعي وتنميته في فلسطين.
- تعزيز مبادئ حقوق الإنسان من خلال تطوير التشريعات الفلسطينية بما يضمن احترامها وتطبيقها.
- دعم مشاركة المرأة وتمكينها لاداء دورها المجتمعي والقيادي بفعالية.
- تعزيز العلاقة مع المؤسسات المحلية والإقليمية والدولية.
- نشر وتعزيز ثقافة حقوق الإنسان والديمقراطية، وتكريس ثقافة المجتمع المدني وقيمه.
- التركيز على قضايا حقوق الطفل كمحور أساسي لبناء المجتمع.

## البرامج والأنشطة
يعمل المركز على العديد من البرامج، منها:
- برنامج الإعلام الحقوقي.
- برنامج مناهضة عقوبة الإعدام.
- برنامج حقوق الإنسان.